# Capensibufo rosei
Espèce
Statut de conservation UICN

 CR B1ab(iii,iv)c(ii)+2ab(iii,iv)c(ii) : 
En danger critique
Synonymes
- Bufo rosei Hewitt, 1926

Capensibufo rosei est une espèce d'amphibiens de la famille des Bufonidae.

## Répartition
Cette espèce est endémique du Cap-Occidental en Afrique du Sud. Elle se rencontre entre 60 et 1 600 m d'altitude dans la péninsule du Cap et dans les montagnes de la Cape Fold Belt à l'Ouest de la Breede River.

## Description
L'holotype mesure 25 mm

## Étymologie
Cette espèce est nommée en l'honneur de  Walter Rose.

## Publication originale
- Hewitt, 1926 : Descriptions of new and little-known lizards and batrachians from South Africa. Annals of the South African Museum, vol. 20, p. 413-431 (texte intégral).